# NK Croatia Zagreb (1953. – 1958.)
Nogometni klub Croatia Zagreb bio je hrvatski nogometni klub iz Zagreba. Bio je klub Tvornice baterija Croatia.